# Tabacs Reig
Tabacs Reig va ser una empresa del Principat d'Andorra dedicada a la fàbricació i comercialització de tabac propietat de la família Reig durant 126 anys fins al seu tancament l'any 2007.